# Nancy Dell'Olio
Annunziata "Nancy" Dell'Olio, född 23 augusti 1961 i New York, från 5 års ålder uppväxt i Bisceglie, är en brittisk-italiensk advokat och programledare som bland annat har lett programmet Footballers' Cribs på MTV. År 2007 skrev hon boken My Beautiful Game. 2011 medverkade hon i dansprogrammet Strictly Come Dancing, den brittiska versionen av Let's Dance, där dansade hon tillsammans med proffsdansaren Anton du Beke. Den 5 januari 2016 deltog Dell'Olio i Celebrity Big Brother, en kändisversion av dokusåpan Big Brother. Hon blev den andra deltagaren som blev utröstad när hon lämnade huset dag 11.
Nancy Dell'Olio blev också uppmärksammad efter att ha haft en relation med den svenska fotbollstränaren Sven-Göran Eriksson.